# Roc Cornafion
Le roc Cornafion (2 049 m) est un sommet du massif du Vercors. Tout en étant inclus dans la longue crête nord / sud qui domine le massif, un plateau se détache profondément vers l'ouest en direction de Villard-de-Lans.
Ce plateau est praticable à pied sans difficultés ni équipements spéciaux, mais l'ascension du sommet du roc Cornafion est plus difficile. Les parois sont propices à la pratique de l'escalade.

## Géographie

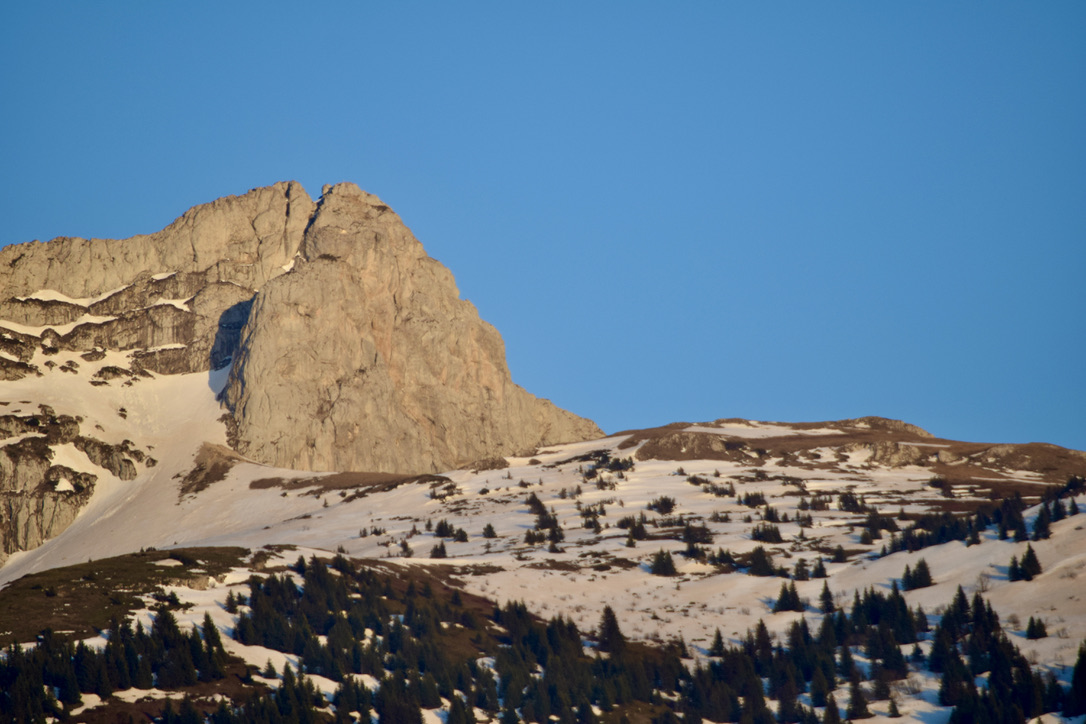
Vue du roc Cornafion et du plateau du Cornafion.

Le roc Cornafion est compris dans la crête orientale du massif du Vercors, entre le col Vert au sud et les rochers de l'Ours (2 038 m) puis la crête des Crocs (2 005 m) et le col de l'Arc au nord. Il culmine à 2 049 mètres d'altitude, au-dessus du plateau du Cornafion compris entre 1 600 et 1 900 mètres environ et prenant la forme d'une crête aplatie avec une vue panoramique du nord au sud sur les plateaux du Vercors.

## Activités sportives

### Randonnée et trail
On peut arriver au roc Cornafion par plusieurs itinéraires :
- depuis Prélenfrey en passant par le col vert (5 h, 800 mètres de dénivelé positif, niveau confirmé)[3] ;
- depuis le parking de La Conversaria par la combe Chaulange (1 h 30, 560 mètres de dénivelé positif, niveau intermédiaire)[4].

### Escalade
Les faces rocheuses du roc Cornafion sont propices à la pratique de l'escalade. Les cotations de difficulté des voies s'échelonnent du 3a jusqu'au 7a.
Voies praticables :
- Arête S (283 m, cotation 3b - 3c) ;
- Traversée du Cornafion vers les rochers de l'Ours (2 - 3a) ;
- Persévérance (200 m, cotation 7b) ;
- Pilier W (200 m, 5c - cotation 6a) ;
- Face W (200 m, cotation 6b) ;
- Mammouth (200 m, cotation 6a - 7a).

### Ski et snowboard
Un itinéraire permet de monter sur le plateau du Cornafion ou l'épaule du Cornafion en hiver. Praticable à ski de randonnée, en raquettes ou en splitboard, c'est une randonnée de niveau moyen, sans passage technique mais réservant des panoramas sur le massif du Vercors.
Après un départ du parking de la Conversaria, suivre un sentier balisé vert et jaune jusqu'à la combe de Chaulange. Remonter cette combe jusqu'à apercevoir le plateau du Cornafion. S'orienter progressivement vers la droite en direction du sommet. Pour la descente, suivre le même itinéraire en sens inverse.
- Orientation : NW
- Dénivelé : 760 m
- Difficulté de montée : R
- Difficulté de ski : 2.1 E1

### Parapente
Le plateau du Cornafion permet de décoller en parapente, surtout par conditions de vent de nord-ouest, ouest, sud et sud-ouest. On survole la vallée de Villard-de-Lans, mais on peut aussi jouer avec les crêtes au nord et au sud du roc Cornafion. Des conditions de vent du sud-ouest offrent la possibilité de faire du soaring au-dessus de la combe de Pissavache.
Depuis le parking des Espinasses, prendre la piste balisée jaune et vert. Rejoindre la combe de Chaulange jusqu'à voir le plateau du Cornafion puis tourner à droite pour le rejoindre.
Plusieurs atterrissages sont disponibles :
- les Espinasses, à 5 min du Parking ; favorable en conditions de vent nord-ouest, ouest, sud et sud-ouest ;
- le Belvédère : un peu éloigné du parking des Espinasses, il faut marcher ou faire du stop pour y retourner ;
- la pente de l'Aigle : favorable en conditions de vent nord, sud, sud-ouest, ouest, nord-ouest ; un peu éloigné du parking des Espinasses, il faut marcher ou faire du stop pour y retourner.